# 金融街控股
金融街控股股份有限公司（深交所：000402，简称：金融街）是深圳證券交易所的一家上市公司，從事房地產開發、出租、銷售；物業管理；零售及貿易等服務。

## 歷史
公司原稱「重慶華亞現代紙業股份有限公司」，在1996年成立，原經營包裝製品及材料的業務。2000年，北京金融街建設集團借殼華亞現代紙業，改變原公司業務，更名「金融街控股股份有限公司」。2001年，公司總部由重慶遷至北京。